# Кротов, Дмитрий Владимирович
Дмитрий Владимирович Кротов (родился 14 января 1992 года в Красноярске) — российский регбист, игрок команды Енисей-СТМ и сборной России по регби-15.

## Клубная карьера
Воспитанник школы «Енисей-СТМ», первый тренер — Евгений Мочнев. До регби занимался плаваньем, но поскольку мама работала в школе «Енисей-СТМ», то Дмитрий постепенно перешёл в секцию регби. В 2013 году выступал в чемпионате России по регби-7 и за дубль «Енисей-СТМ» в Высшей Лиге по регби-15 (2 место). В 2014 году перешел в основную команду вместе с Евгением Елгиным. Первую официальную игру за главную команду Дмитрий провёл 17 июня 2013 года против столичного клуба «Фили». В 2014 году получил клубную награду — «Перспектива года». Становился неоднократным победителем чемпионата России, выиграл два Континентальных Щита, провёл пять сезонов в Кубке Вызова. В сезоне 2019 года провел 12 игр в чемпионате и набрал 10 очков (2 попытки).

## Карьера в сборной
В сборной дебютировал в 2015 году против Германии. Последний на сегодня матч провел в 2018 году.

## Достижения
- Чемпион России — 2014, 2016, 2017, 2018, 2019, 2020/2021
- Обладатель Кубка России — 2014, 2016, 2017, 2020